# Еуритемида
Еуритемида је у грчкој митологији било име више личности.

## Митологија
Према Аполодору и Паусанији, Еуритемида је била Клеобејина кћерка, која се удала за Тестија и са њим имала бројно потомство; Алтеју, Леду, Хипермнестру, Ификла, Евипа, Плексипа, Еурипила, Протоја и Комета.